# Paso Colchane-Pisiga
Paso Colchane-Pisiga es un paso fronterizo entre la República de Chile y el Estado Plurinacional de Bolivia. Del lado chileno se accede al paso por la Ruta 15-CH, mientras que por el lado boliviano se accede por la Ruta Nacional 12. El poblado chileno más cercano es Colchane (Región de Tarapacá), mientras que del lado boliviano el poblado más cercano es Pisiga (Departamento de Oruro).
La altura del paso es de 3695 m s. n. m., el horario de atención al público es de 08:00 a 20:00 y se permiten todo tipo de trámites aduaneros. 
El paso se encuentra en la ruta interoceanica Brasil-Bolivia-Chile.